# Jacques Spiesser
Jacques Spiesser (Angers, 7 de junio de 1947) es un actor francés.

## Biografía
Spiesser nació en la comuna francesa de Angers. Luego de formarse en un conversatorio, hizo su debut en 1972 en la película Faustine et le bel été de Nina Companeez. A partir de entonces participó en variedad de películas para directores como Yves Boisset, Édouard Molinaro, Alain Resnais y Costa-Gavras, entre otros. Registró también apariciones en series de televisión como en su país como Nature contre nature y Commissaire Magellan.

## Filmografía

### Cine
- 1972: Faustine et le bel été, de Nina Companeez
- 1973: R.A.S., de Yves Boisset
- 1974: Un homme qui dort, de Georges Perec
- 1974: Stavisky, de Alain Resnais
- 1974: La Gifle, de Claude Pinoteau
- 1974: Section spéciale, dey Costa-Gavras
- 1975: Serious as Pleasure, de Robert Benayoun
- 1975: Lumière, de Jeanne Moreau
- 1975: Le Petit Marcel, de Jacques Fansten
- 1976: Je suis Pierre Rivière, de Christine Lipinska
- 1976: La Victoire en chantant, de Jean-Jacques Annaud
- 1977: Le juge fayard, dit Le Shériff, de Yves Boisset
- 1982: La Truite, de Joseph Losey
- 1985: Folie suisse, de Christine Lipinska
- 1986: On a volé Charlie Spencer, de Francis Huster
- 1988: Baxter, de Jérôme Boivin
- 1989: Thick Skinned, de Patricia Mazuy
- 1989: L'Homme imaginé, de Patricia Bardon
- 1992: Tout ça... pour ça !, de Claude Lelouch
- 1996: Madame Jacques sur la Croisette, de Emmanuel Finkiel
- 1998: Rembrandt, de Charles Matton
- 1999: La Vie moderne, de Laurence Ferreira Barbosa
- 2000: De l'histoire ancienne, de Orso Miret
- 2000: Après la réconciliation, de Anne-Marie Miéville
- 2001: C'est la vie, de Jean-Pierre Améris
- 2002: Elle est des nôtres, de Siegrid Alnoy
- 2003: Je suis un assassin, de Thomas Vincent
- 2003: San-Antonio, de Frédéric Auburtin
- 2005: Itinéraires, de Christophe Otzenberger
- 2006: Le Passager de l'été, de Florence Moncorgé-Gabin
- 2006: A City Is Beautiful at Night, de Richard Bohringer
- 2006: Hors de prix, de Pierre Salvadori
- 2006: My Best Friend, de Patrice Leconte
- 2007: Écoute le temps, de Alantė Kavaitė
- 2007: Nos retrouvailles, de David Oelhoffen
- 2009: A Man and His Dog, de Francis Huster
- 2009: Coco, de Gad Elmaleh
- 2014: Le Dernier Diamant, de Éric Barbier

### Televisión
- 1974: Le Pain noir
- 1983: Diane Lanster
- 1995: Maigret et l'affaire Saint-Fiacre
- 1998: Victor Schoelcher, l'abolition
- 1999: Dessine-moi un jouet
- 2004: Nature contre nature
- 2005: Zodiaque
- 2005: La Belle et le sauvage
- 2005: Les Rois maudits
- 2006: Chasse à l'homme
- 2007: Le Vrai coupable
- 2007: Le Lien
- 2007: Sous les vents de Neptune
- 2009: L'Homme aux cercles bleus
- 2009: Mourir d'aimer
- 2009: Jusqu'à l'enfer
- 2009–presente: Commissaire Magellan
- 2017: Capitaine Marleau